# Jorge Masvidal
Jorge Masvidal (ur. 12 listopada 1984 w Miami) – amerykański zawodnik mieszanych sztuk walki wagi półśredniej. Od 2 listopada 2019 roku posiadacz pasa mistrzowskiego Baddest Motherfucker in MMA. Autor najszybszego nokautu w historii UFC. Podczas swojej kariery toczył pojedynki dla takich organizacji jak Bellator MMA, Strikeforce oraz UFC.

## Młodość
Urodził się i wychował w Miami. Jego ojciec był Kubańczykiem, a matka Peruwianką. Jego ojciec opuścił Kubę na samodzielnie zbudowanej tratwie, gdy był młody, trafiając na Wyspy Dziewicze, a później został osadzony na ponad dwadzieścia lat w więzieniu za nieumyślne spowodowanie śmierci i handel narkotykami. Masvidal od najmłodszych lat często brał udział w walkach ulicznych. Na YouTube można znaleźć filmy z jego walk, w których pokonał podopiecznego Kimbo Slice'a "Raya". Rywalizował w zapasach w St. Brendan High School, ale nie został zakwalifikowany z powodu swoich ocen. Następnie rozpoczął treningi w karate i mieszanych sztukach walki.

## Kariera bokserska
13 marca 2024 roku ogłoszono, że Masvidal zmierzy się z Natem Diazem 1 czerwca 2024 roku w Kia Forum w Los Angeles. Pojedynek w wadze półciężkiej zakontraktowano na 10 rund. W maju ogłoszono, że starcie zostało przełożone na 6 lipca w Honda Center w Anaheim.

## Profesjonalny wrestling

### All Elite Wrestling
24 września 2021 roku zadebiutował w All Elite Wrestling podczas AEW Grand Slam, u boku American Top Team i zaatakował Chrisa Jericho i Jake’a  Hagera.

## Interesy biznesowe
W 2020 roku uruchomił markę Mezcal, El Recuerdo de Oaxaca Joven, poprzez partnerstwo z Recuerdo Mezcal.
W kwietniu 2021 ogłosił, że rozpoczyna promocję MMA na gołe pięści, tworząc galę Gamebred Fighting Championship. Wydarzenie odbyło się na 18 czerwca 2021 r. w Biloxi, w stanie Missisipi. Oprócz tego można je było oglądać w usłudze pay-per-view.

## Życie prywatne

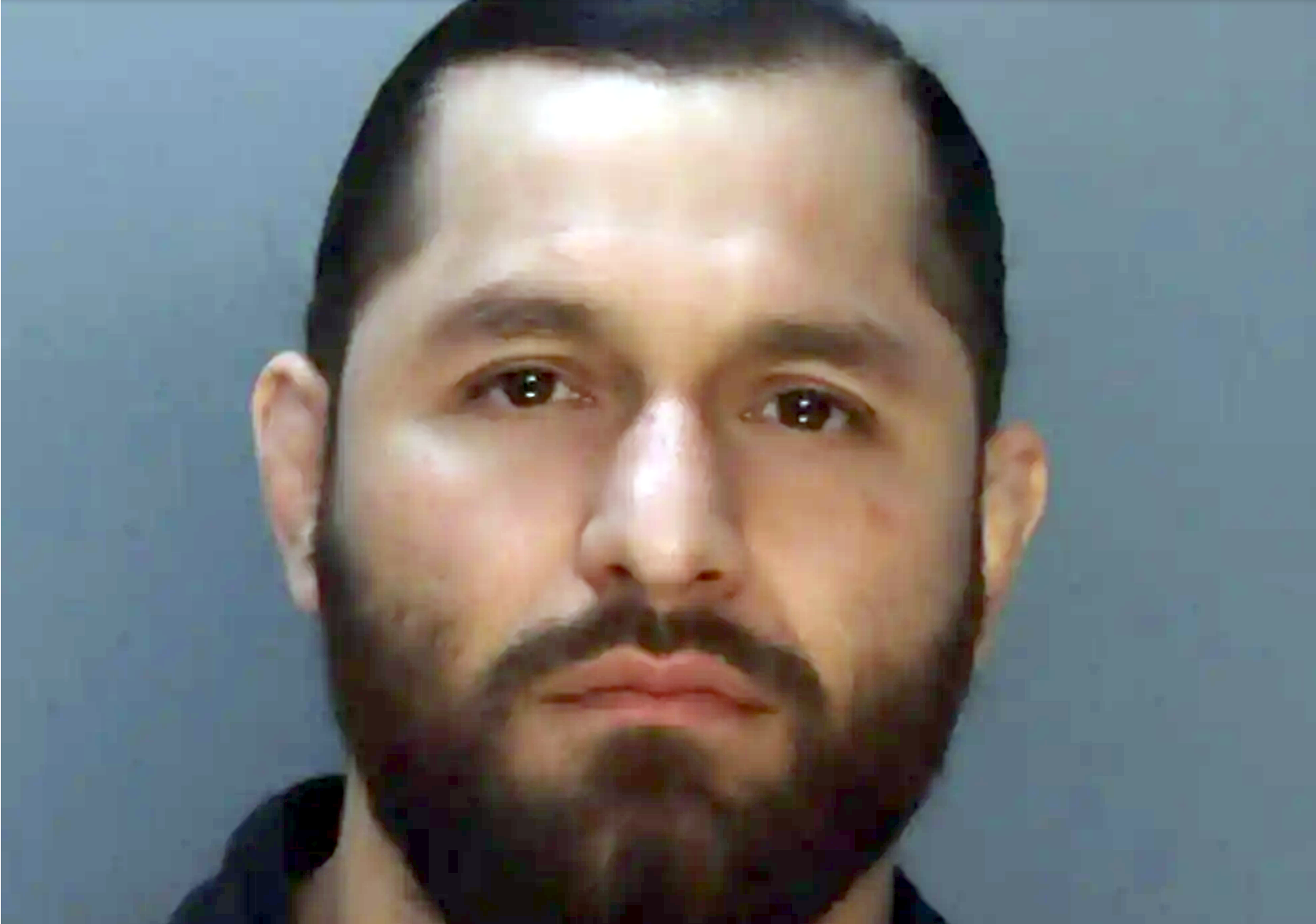
Masvidal w 2022.

Ma troje dzieci (dwie córki i syna) z Imaną Kawą, jordańsko-amerykańską przedsiębiorczynią i specjalistką ds. zakupów, która jest siostrą zawodnika MMA Malki Kawy. Był z nią w związku przez około 10 lat, zanim rozstali się w 2019 roku.

## Osiągnięcia

### Mieszane sztuki walki
- 2006: Mistrz AFC w wadze półśredniej
- 2019: Autor najszybszego nokautu w historii UFC[16]
- 2019: Posiadacz pasa mistrzowskiego Baddest Motherfucker in MMA[17]

## Lista zawodowych walk w MMA
| Wynik     | Bilans | Przeciwnik (bilans przed walką) | Rozstrzygnięcie                                   | Runda | Czas | Rozgrywki                                                       | Data       | Miejsce         | Uwagi                                                           |
| --------- | ------ | ------------------------------- | ------------------------------------------------- | ----- | ---- | --------------------------------------------------------------- | ---------- | --------------- | --------------------------------------------------------------- |
| Przegrana | 35-17  | Gilbert Burns (21-5)            | Decyzja (jednogłośna)                             | 3     | 5:00 | UFC 287                                                         | 08.04.2023 | Miami           | Co-Main Event                                                   |
| Przegrana | 35-16  | Colby Covington (16-3)          | Decyzja (jednogłośna)                             | 5     | 5:00 | UFC 272                                                         | 05.03.2022 | Las Vegas       | Bonus za walkę wieczoru.                                        |
| Przegrana | 35-15  | Kamaru Usman (18-1)             | KO (prawy prosty i ciosy w parterze)              | 2     | 1:02 | UFC 261                                                         | 24.04.2021 | Jacksonville    | Pojedynek o pas mistrzowski UFC w wadze półśredniej. Main Event |
| Przegrana | 35-14  | Kamaru Usman (16-1)             | Decyzja (jednogłośna)                             | 5     | 5:00 | UFC 251                                                         | 12.07.2020 | Abu Zabi        | Pojedynek o pas mistrzowski UFC w wadze półśredniej. Main Event |
| Wygrana   | 35-13  | Nate Diaz (20-11)               | TKO (przerwanie przez lekarza)                    | 3     | 5:00 | UFC 244                                                         | 02.11.2019 | Nowy Jork       | Zdobył tytuł mistrzowski BMF (Baddest Motherfucker). Main Event |
| Wygrana   | 34-13  | Ben Askren (19-0)               | KO (latające kolano)                              | 1     | 0:05 | UFC 239                                                         | 06.07.2019 | Las Vegas       | Najszybszy nokaut w historii UFC. Bonus za występ wieczoru.     |
| Wygrana   | 33-13  | Darren Till (17-1-1)            | KO (ciosy pięściami)                              | 2     | 3:05 | UFC on ESPN+ 5: Till vs. Masvidal                               | 16.03.2019 | Londyn          | Bonus za występ wieczoru oraz walkę wieczoru. Main Event        |
| Przegrana | 32-13  | Stephen Thompson (13-2-1)       | Decyzja (jednogłośna)                             | 3     | 5:00 | UFC 217                                                         | 04.11.2017 | Nowy Jork       |                                                                 |
| Przegrana | 32-12  | Demian Maia (24-6)              | Decyzja (niejednogłośna)                          | 3     | 5:00 | UFC 211                                                         | 13.05.2017 | Dallas          | Eliminator do walki o pas mistrzowski UFC w wadze półśredniej.  |
| Wygrana   | 32-11  | Donald Cerrone (32-7)           | KO (prawy sierpowy i ciosy pięściami)             | 2     | 1:00 | UFC on Fox 23: Shevchenko vs. Peña                              | 28.01.2017 | Denver          | Bonus za występ wieczoru. Co-Main Event                         |
| Wygrana   | 31-11  | Jake Ellenberger (31-11)        | TKO (ciosy pięściami)                             | 1     | 4:05 | The Ultimate Fighter 24: Tournament of Champions Finale         | 03.12.2016 | Las Vegas       |                                                                 |
| Wygrana   | 30-11  | Ross Pearson (19-11)            | Decyzja (jednogłośna)                             | 3     | 5:00 | UFC 201                                                         | 30.07.2016 | Atlanta         |                                                                 |
| Przegrana | 29-11  | Lorenz Larkin (16-5)            | Decyzja (niejednogłośna)                          | 3     | 5:00 | UFC Fight Night 88: Almeida vs. Garbrandt                       | 29.05.2016 | Las Vegas       |                                                                 |
| Przegrana | 29-10  | Benson Henderson (22-5)         | Decyzja (niejednogłośna)                          | 5     | 5:00 | UFC Fight Night: Henderson vs. Masvidal                         | 28.11.2015 | Seul            | Main Event                                                      |
| Wygrana   | 29-9   | Cezar Ferreira (8-4)            | KO (łokcie i ciosy pięściami)                     | 1     | 4:22 | The Ultimate Fighter: American Top Team vs. Blackzilians Finale | 12.07.2015 | Las Vegas       | Powrót do wagi półśredniej. Bonus za występ wieczoru.           |
| Przegrana | 28-9   | Al Iaquinta (11-3-1)            | Decyzja (niejednogłośna)                          | 3     | 5:00 | UFC Fight Night: Mendes vs. Lamas                               | 04.04.2015 | Fairfax         | Co-Main Event                                                   |
| Wygrana   | 28-8   | James Krause (21-5)             | Decyzja (jednogłośna)                             | 3     | 5:00 | UFC 178                                                         | 28.09.2014 | Las Vegas       |                                                                 |
| Wygrana   | 27-8   | Daron Cruickshank (15-4)        | Decyzja (jednogłośna)                             | 3     | 5:00 | UFC on Fox: Lawler vs. Brown                                    | 26.07.2014 | San Jose        |                                                                 |
| Wygrana   | 26-8   | Pat Healy (26-18)               | Decyzja (jednogłośna)                             | 3     | 5:00 | UFC on Fox: Werdum vs. Browne                                   | 19.04.2014 | Orlando         |                                                                 |
| Przegrana | 25-8   | Rustam Chabiłow (16-1)          | Decyzja (jednogłośna)                             | 3     | 5:00 | UFC: Fight for the Troops 3                                     | 06.11.2013 | Fort Campbell   | Bonus za walkę wieczoru.                                        |
| Wygrana   | 25-7   | Michael Chiesa (8-0)            | Poddanie (duszenie brabo)                         | 2     | 4:59 | UFC on Fox: Johnson vs. Moraga                                  | 27.07.2013 | Seattle         |                                                                 |
| Wygrana   | 24-7   | Tim Means (18-3-1)              | Decyzja (jednogłośna)                             | 3     | 5:00 | UFC on Fox: Henderson vs. Melendez                              | 20.04.2013 | San Jose        | Debiut w UFC.                                                   |
| Wygrana   | 23-7   | Justin Wilcox (11-4)            | Decyzja (niejednogłośna)                          | 3     | 5:00 | Strikeforce: Rockhold vs. Kennedy                               | 14.07.2012 | Portland        |                                                                 |
| Przegrana | 22-7   | Gilbert Melendez (19-2)         | Decyzja (jednogłośna)                             | 5     | 5:00 | Strikeforce: Melendez vs. Masvidal                              | 17.12.2011 | San Diego       | Pojedynek o mistrzostwo Strikeforce w wadze lekkiej. Main Event |
| Wygrana   | 22-6   | K.J. Noons (10-3)               | Decyzja (jednogłośna)                             | 3     | 5:00 | Strikeforce: Overeem vs. Werdum                                 | 18.06.2011 | Dallas          | Eliminator do walki o mistrzostwo Strikeforce w wadze lekkiej.  |
| Wygrana   | 21-6   | Billy Evangelista (11-0)        | Decyzja (jednogłośna)                             | 3     | 5:00 | Strikeforce: Feijao vs. Henderson                               | 05.03.2011 | Columbus        |                                                                 |
| Przegrana | 20-6   | Paul Daley (24-9-2)             | Decyzja (jednogłośna)                             | 3     | 5:00 | Shark Fights 13: Jardine vs Prangley                            | 11.09.2010 | Amarillo        | Pojedynek w wadze półśredniej. Daley nie wykonał wagi.          |
| Wygrana   | 20-5   | Naoyuki Kotani (20-9-7)         | Decyzja (niejednogłośna)                          | 3     | 5:00 | ASTRA                                                           | 25.04.2010 | Tokio           |                                                                 |
| Przegrana | 19-5   | Luis Palomino (11-5)            | Decyzja (niejednogłośna)                          | 3     | 5:00 | G-Force Fights 3                                                | 02.04.2010 | Miami           |                                                                 |
| Wygrana   | 19-4   | Satoru Kitaoka (24-9-8)         | KO (ciosy)                                        | 2     | 3:03 | World Victory Road Presents: Sengoku 11                         | 07.11.2009 | Tokio           |                                                                 |
| Wygrana   | 18-4   | Eric Reynolds (11-2)            | Poddanie (duszenie zza pleców)                    | 3     | 3:33 | Bellator 12                                                     | 19.06.2009 | Hollywood       | Limit umowny do 72,5 kg.                                        |
| Przegrana | 17-4   | Toby Imada (23-13)              | Techniczne poddanie (odwrotne duszenie trójkątne) | 3     | 3:22 | Bellator 5                                                      | 01.05.2009 | Dayton          | Półfinał turnieju wagi lekkiej Bellator 1. sezonu.              |
| Wygrana   | 17-3   | Nick Agallar (21-5)             | TKO (ciosy)                                       | 1     | 1:19 | Bellator 1                                                      | 03.04.2009 | Hollywood       | Ćwierćfinał turnieju wagi lekkiej Bellator 1. sezonu.           |
| Wygrana   | 16-3   | Tae Hyun Bang (14-5)            | Decyzja (jednogłośna)                             | 3     | 5:00 | World Victory Road Presents: Sengoku 6                          | 01.11.2008 | Saitama         | Walka rezerwowa Sengoku Lightweight Grand Prix.                 |
| Wygrana   | 15-3   | Ryan Schultz (21-10-1)          | TKO (ciosy)                                       | 1     | 1:57 | World Victory Road Presents: Sengoku 5                          | 28.09.2008 | Tokio           | Walka rezerwowa Sengoku Lightweight Grand Prix.                 |
| Przegrana | 14-3   | Rodrigo Damm (7-1)              | TKO (cios)                                        | 2     | 4:38 | World Victory Road Presents: Sengoku 3                          | 08.06.2008 | Saitama         |                                                                 |
| Wygrana   | 14-2   | Ryan Healy (7-3-1)              | Decyzja (jednogłośna)                             | 3     | 5:00 | Strikeforce: At The Dome                                        | 23.02.2008 | Tacoma          | Limit umowny do 72,5 kg.                                        |
| Wygrana   | 13-2   | Brant Rose (2-3)                | TKO (ciosy)                                       | 1     | 0:56 | Crazy Horse Fights                                              | 11.12.2007 | Fort Lauderdale |                                                                 |
| Wygrana   | 12-2   | Matt Lee (10-6-1)               | TKO (łokcie i ciosy pięściami)                    | 1     | 1:33 | Strikeforce: Playboy Mansion                                    | 29.09.2007 | Beverly Hills   | Limit umowny do 72,5 kg.                                        |
| Wygrana   | 11-2   | Yves Edwards (31-12-1)          | KO (kopnięcie na głowę)                           | 2     | 2:59 | BodogFIGHT: Alvarez vs. Lee                                     | 14.07.2007 | Trenton         | Powrót do wagi lekkiej.                                         |
| Wygrana   | 10-2   | Steve Berger (18-15-2)          | Decyzja (jednogłośna)                             | 3     | 5:00 | BodogFIGHT: St. Petersburg                                      | 15.12.2006 | Petersburg      |                                                                 |
| Wygrana   | 9-2    | Keith Wisniewski (22-8-1)       | Decyzja (większościowa)                           | 3     | 5:00 | BodogFIGHT: To the Brink of War                                 | 22.08.2006 | San José        |                                                                 |
| Wygrana   | 8-2    | Nuri Shakir (12-                | Decyzja (jednogłośna)                             | 3     | 5:00 | AFC 17                                                          | 24.06.2006 | Fort Lauderdale | Zdobył wakujący pas AFC w wadze półśredniej.                    |
| Wygrana   | 7-2    | David Gardner (8-3)             | TKO (ciosy pięściami)                             | 2     | 0:14 | AFC 15                                                          | 18.02.2006 | Fort Lauderdale | Powrót do wagi półśredniej.                                     |
| Przegrana | 6-2    | Paul Rodriguez (7-5-1)          | Techniczne poddanie (duszenie zza pleców)         | 1     | 2:27 | AFC 13                                                          | 30.07.2005 | Fort Lauderdale |                                                                 |
| Wygrana   | 6-1    | Joe Lauzon (8-0)                | TKO (ciosy pięściami)                             | 2     | 3:57 | AFC 12                                                          | 30.04.2005 | Fort Lauderdale |                                                                 |
| Przegrana | 5-1    | Raphael Assunção (4-0)          | Decyzja (jednogłośna)                             | 3     | 5:00 | Full Throttle 1                                                 | 21.04.2005 | Duluth          |                                                                 |
| Wygrana   | 5-0    | Justin Wisniewski (13-6-1)      | Decyzja (większościowa)                           | 2     | 5:00 | AFC 8                                                           | 01.05.2004 | Fort Lauderdale | Debiut w wadze lekkiej.                                         |
| Wygrana   | 4-0    | Julian Ortega (2-0)             | Decyzja (jednogłośna)                             | 2     | 5:00 | AFC 6                                                           | 03.12.2003 | Fort Lauderdale |                                                                 |
| Wygrana   | 3-0    | Rolando Delgado (3-2)           | TKO (ciosy pięściami)                             | 2     | 2:14 | AFC 5                                                           | 05.09.2003 | Fort Lauderdale |                                                                 |
| Wygrana   | 2-0    | Brian Geraghty (6-6)            | Decyzja (jednogłośna)                             | 2     | 5:00 | AFC 4                                                           | 19.07.2003 | Fort Lauderdale |                                                                 |
| Wygrana   | 1-0    | Brandon Bledsoe (6-7)           | KO (ciosy pięściami)                              | 1     | 3:55 | AFC 3                                                           | 24.05.2003 | Fort Lauderdale |                                                                 |

## Lista walk w boksie
| Wynik   | Bilans | Przeciwnik (bilans przed walką) | Rozstrzygnięcie | Runda | Czas | Data       | Miejsce     | Uwagi           |
| ------- | ------ | ------------------------------- | --------------- | ----- | ---- | ---------- | ----------- | --------------- |
|         |        | Nate Diaz (0-1)                 |                 |       |      | 01.06.2024 | Los Angeles | Main Event      |
| Wygrana | 1-0    | Joseph Benjamin (1-11-2)        | MD              | 4     | ?    | 28.06.2005 | Miami       | Debiut w boksie |